# Germán Andrés Gutiérrez
Germán Gutiérrez (Malambo, Atlántico, Colombia; 16 de enero de 1990) es un futbolista colombiano. Juega como lateral izquierdo y actualmente milita en el Atlético Huila de la Categoría Primera A colombiana.

## Trayectoria
Hizo su debut profesional en el 2011 durante la fecha 3 del Torneo Postobón de 2011 en el partido que el Barranquilla F.C. perdió 2-0 ante Deportivo Rionegro en el Alberto Grisales de Rionegro. En adelante se convirtió en un titular habitual del equipo costeño con el que consiguió anotar su primer gol como profesional, el 30 de marzo de 2013 en la fecha 9 del Apertura ante Uniautónoma en una victoria por 3-2. En 2014 fue ascendido al primer equipo del Junior por Julio Avelino Comesaña para afrontar el torneo finalización y debutó con el "tiburón" en un partido de Copa Colombia, también ante Uniautónoma en el que jugó los 90 minutos.

## Estadísticas
| Club                          | Temporada           | Liga  | Liga  | Copa Nacional | Copa Nacional | Copa Internacional | Copa Internacional | Total | Total |
| Club                          | Temporada           | Part. | Goles | Part.         | Goles         | Part.              | Goles              | Part. | Goles |
| ----------------------------- | ------------------- | ----- | ----- | ------------- | ------------- | ------------------ | ------------------ | ----- | ----- |
| Barranquilla F. C. · Colombia | 2011                | 27    | 0     | 5             | 0             | -                  | -                  | 32    | 0     |
| Barranquilla F. C. · Colombia | 2012                | 22    | 0     | 3             | 0             | -                  | -                  | 25    | 0     |
| Barranquilla F. C. · Colombia | 2013                | 26    | 1     | 6             | 0             | -                  | -                  | 32    | 1     |
| Barranquilla F. C. · Colombia | 2014                | 18    | 0     | 0             | 0             | -                  | -                  | 18    | 0     |
| Barranquilla F. C. · Colombia | Total               | 93    | 1     | 14            | 0             | -                  | -                  | 107   | 1     |
| Junior · Colombia             | 2014                | 1     | 0     | 8             | 0             | -                  | -                  | 9     | 0     |
| Junior · Colombia             | 2015                | 9     | 0     | 4             | 0             | 1                  | 0                  | 14    | 0     |
| Junior · Colombia             | 2016                | 22    | 1     | 4             | 0             | 4                  | 0                  | 30    | 1     |
| Junior · Colombia             | 2017                | 28    | 1     | 8             | 1             | 8                  | 0                  | 44    | 2     |
| Junior · Colombia             | 2018                | 22    | 0     | 3             | 0             | 8                  | 0                  | 33    | 0     |
| Junior · Colombia             | 2019                | 14    | 1     | 2             | 0             | 3                  | 0                  | 19    | 1     |
| Junior · Colombia             | Total               | 96    | 3     | 29            | 1             | 24                 | 0                  | 149   | 4     |
| Bucaramanga · Colombia        | 2020                | 22    | 1     | 0             | 0             | -                  | -                  | 22    | 1     |
| Bucaramanga · Colombia        | Total               | 22    | 1     | 0             | 0             | -                  | -                  | 22    | 1     |
| DIM · Colombia                | 2020                | -     | -     | 3*            | 0             | -                  | -                  | 3     | 0     |
| DIM · Colombia                | 2021                | 33    | 0     | 3             | 0             | -                  | -                  | 36    | 0     |
| DIM · Colombia                | 2022                | 24    | 0     | -             | -             | 5                  | 0                  | 29    | 0     |
| DIM · Colombia                | Total               | 57    | 0     | 6             | 0             | 5                  | 0                  | 68    | 0     |
| Total en su carrera           | Total en su carrera | 267   | 5     | 48            | 1             | 29                 | 0                  | 344   | 6     |

## Palmarés

### Títulos nacionales
| Título                | Equipo                 | País     | Año     |
| --------------------- | ---------------------- | -------- | ------- |
| Copa Colombia         | Junior de Barranquilla | Colombia | 2015    |
| Copa Colombia         | Junior de Barranquilla | Colombia | 2017    |
| Categoría Primera A   | Junior de Barranquilla | Colombia | 2018-II |
| Superliga de Colombia | Junior de Barranquilla | Colombia | 2019    |
| Categoría Primera A   | Junior de Barranquilla | Colombia | 2019-I  |
| Copa Colombia         | Independiente Medellín | Colombia | 2020    |